# Rhithrodytes dorsoplagiatus
Rhithrodytes dorsoplagiatus är en skalbaggsart som först beskrevs av Leon Fairmaire 1880.  Rhithrodytes dorsoplagiatus ingår i släktet Rhithrodytes och familjen dykare. Inga underarter finns listade i Catalogue of Life.